# Крёково (Кемеровская область)
Крёково — деревня в Кемеровском районе Кемеровской области. Входит в состав Звёздного сельского поселения.

## География
Центральная часть населённого пункта расположена на высоте 123 метров над уровнем моря.

## Население
По данным Всероссийской переписи населения 2010 года, в деревне Крёково проживает 36 человек (19 мужчин, 17 женщин).

## Транспорт
Общественный транспорт представлен автобусным маршрутом:
- №119/125: д/п Ленинградский — с/о Семеновка — д. Креково